# SCISAT-1
A SCISAT-1 egy kanadai műhold, melyet a Föld légkörének megfigyelésére indítottak. Legfontosabb műszere egy optikai-infravörös spektrométer. Ez a berendezés a légkörön áthatoló napfény színképét méri. A SCISAT-1 150 kg-mal viszonylag kis tömegű műhold. Építését, indítását és használatát a Kanadai Űrügynökség felügyeli. Az építő a winnipegi Bristol Aerospace. A program 40 millió dollárba került.

## Repülés
A SCISAT-1 műholdat 2003. augusztus 12-én indították Pegasus rakétával alacsony Föld körüli pályára. Működését 2-5 évre tervezték. Napi 15 alkalommal halad át a Föld árnyékán, és a Nap okkultációját kihasználva végez spektrográfiai vizsgálatokat a felsőlégkör azon részéről, amely túl magasan van a ballonos vagy repülőgépes vizsgálatokhoz és túl alacsonyan a közvetlen műholdas vizsgálatokhoz.

## Külső hivatkozások

### Külföldi oldalak
- Canada's ozone research project launched into space (2003. augusztus 12.)